# Opština Sokobanja
Opština Sokobanja (Kyrillisch: Општина Сокобања, deutsch Sokobanja) ist eine Gemeinde im Okrug Zaječar im Osten Serbiens. Verwaltungshauptstadt ist die gleichnamige Stadt Sokobanja.

## Geographie

### Städte und Dörfer
| - Beli Potok - Blendija - Bogdinac - Cerovica - Dugo Polje | - Jezero - Jošanica - Levovik - Milušinac - Mužinac | - Nikolinac - Novo Selo - Poružnica - Radenkovac - Resnik | - Rujevica - Sesalac - Sokobanja - Trgovište - Trubarevac | - Vrbovac - Vrelo - Vrmdža - Čitluk - Šarbanovac - Žučkovac |

### Nachbargemeinden
Boljevac, Knjaževac, Aleksinac, Svrljig

## Einwohner
Laut Volkszählung 2002 (Eigennennung) gab es 18.571 Einwohner in der Gemeinde Sokobanja. Die meisten davon waren serbisch-orthodoxe Serben, gefolgt von Roma und weiteren Minderheiten.